# Garderhøjfonden
Garderhøjfonden, et fond oprettet til bevaring af Garderhøj Fort.
Fondets opgave er at fremskaffe midler til restaurering og vedligehold af fortet med tilhørende volde og øvrige områder, at åbne fortet for offentligheden, gennemføre relevante udstillinger og udføre andre kulturelle foretag.

## Ekstern henvisning
- Garderhøjfonden, nævnet Arkiveret 28. oktober 2008 hos  Wayback Machine